# Hotarele (okręg Vâlcea)
Hotarele – wieś w Rumunii, w okręgu Vâlcea, w gminie Muereasca. W 2011 roku liczyła 467 mieszkańców.